# 鹿島市立西部中学校
鹿島市立西部中学校（かしましりつ せいぶちゅうがっこう）は佐賀県鹿島市大字納富分にある市立中学校。

## 概要
歴史
1974年（昭和49年）に鹿島市西部の中学校3校（能古見・鹿島・北鹿島）を統合して開校。2024年（令和6年）に創立50周年を迎える。
校章
中央に「中」の文字を置いている。
校歌
1977年（昭和52年）制定。
通学区域
以下の小学校4校の通学区域
- 鹿島市立鹿島小学校
- 鹿島市立明倫小学校
- 鹿島市立能古見小学校
- 鹿島市立北鹿島小学校

## 沿革
前史
- 1947年（昭和22年）4月1日 - 学制改革（六・三制の実施）が行われ、新制中学校が発足。
  - 能古見村立能古見中学校（能古見小学校に併設）
  - 鹿島町立鹿島町中学校（鹿島町小学校に併設）
  - 鹿島村立鹿島村中学校（鹿島村小学校に併設）
- 1954年（昭和29年）4月1日 - 町村合併により鹿島市が発足したため、校名を以下のように改称。
  - 鹿島市立能古見中学校
  - 鹿島市立鹿島中学校
  - 鹿島市立北鹿島中学校

本史
- 1974年（昭和49年）
  - 3月 - 統合校舎の一部が完成。
  - 4月 - 能古見・鹿島・北鹿島の鹿島市西部の3中学校を統合の上、「鹿島市立西部中学校」（現校名）を新設。
    - 校舎がすべて完成するまでの間、旧3中学校の校舎の使用を継続。

  - 6月 - 運動場が完成。
- 1976年（昭和51年）
  - 6月 - 校舎、屋内運動場（体育館）が完成。
  - 8月 - プールが完成。
- 1977年（昭和52年）3月 - 校歌を制定。
- 1992年（平成4年）5月 - 校舎の大規模改造工事（A棟）が完了。
- 1993年（平成5年）5月 - 校舎の大規模改造工事（B・C棟）が完了。
- 1995年（平成7年）
  - 7月 - 体育館・校門周辺の大規模改造が完了。
  - 12月	- 男子生徒の長髪許可を試行。
- 1996年（平成8年）
  - 2月 - ブロンズ像を設置。
  - 11月 - 男子生徒の長髪許可を本格実施。
- 1998年（平成10年）
  - 10月 - 職場体験学習を開始。
  - 11月	- 第2パソコン教室を設置。
- 2016年（平成28年）4月1日 - 2学期制を実施。夏季休業期間を短縮。

## 交通
最寄りの鉄道駅
- JR九州 長崎本線「肥前浜駅」

最寄りのバス停留所
- 祐徳バス「西部中学校前」バス停

最寄りの幹線道路
- 国道444号
- 佐賀県道309号山浦肥前鹿島停車場線

## 周辺
- 納富分公民館
- 誕生院
- 中川